# NGC 6935
NGC 6935 is een balkspiraalstelsel in het sterrenbeeld Indiaan. Het hemelobject werd op 8 juli 1834 ontdekt door de Britse astronoom John Herschel.

## Synoniemen
- ESO 234-59
- FAIR 906
- AM 2034-521
- IRAS 20346-5217
- PGC 65112